# Tarah Murrey
Tarah Lynnette Murrey (Santa Clara, 28 marzo 1990) è una pallavolista statunitense.
Gioca nel ruolo di schiacciatrice nelle Vaqueras de Bayamón.

## Carriera
La carriera di Tarah Murray inizia nei campionati scolastici, quando entra a far parte della squadra della sua scuola, il St. Mary's College High School. Nel 2006 vince il campionato nordamericano Under-18 disputando un gran torneo: viene premiata come miglior giocatrice, miglior realizzatrice e miglior attaccante. Tra il 2008 ed il 2011 gioca per la squadra della University of California, Berkeley, disputando la finale dell'edizione 2010 della NCAA Division I, perdendo contro la Pennsylvania State University.
Nella stagione 2012-13 inizia la carriera professionistica, ingaggiata dal club italiano del Cuatto Volley Giaveno. Nel mese di marzo del 2013 passa alle Vaqueras de Bayamón, nella Liga de Voleibol Superior Femenino per il finale della stagione.

## Palmarès

### Nazionale (competizioni minori)
- Campionato nordamericano Under-18 2006

### Premi individuali
- 2006 - Campionato nordamericano Under-18: MVP
- 2006 - Campionato nordamericano Under-18: Miglior realizzatrice
- 2006 - Campionato nordamericano Under-18: Miglior attaccante
- 2010 - Division I NCAA statunitense: All-Tournament Team della fase regionale
- 2010 - Division I NCAA statunitense: All-Tournament Team della final four